# Jelogui
Der Jelogui (russisch Елогуй) ist ein 464 Kilometer langer linker Nebenfluss des Jenissei am Ostrand des Westsibirischen Tieflands in Russland.

## Verlauf
Der Jelogui entsteht in etwa 121 m Höhe im westlichen Zentralteil der Region Krasnojarsk aus den kurzen Quellflüssen Rechter Jelogui (Prawy Jelogui) und Linker Jelogui (Lewy Jelogui). Diese nur gut 20 km langen Quellflüsse haben ihren Ursprung im sumpfigen Bereich der Wasserscheide zum  Einzugsgebiet des Ob in etwa 180 m Höhe. Quellflüsse und oberer Jelogui fließen zunächst nach Westen, bevor sie sich dieser bald nach Süden, dann nach Osten und schließlich in nördliche Richtung wendet. Der Jelogui fließt dann zumeist stark mäandrierend in zunehmend nordöstlichen Richtungen durch stark sumpfige Taigalandschaft. Etwa 30 km oberhalb der Mündung in den Jenissei teilt sich nach rechts der weitaus kleinere Nebenarm Kriwoi Jelogui („Krummer Jelogui“) ab. Der Hauptarm mündet etwa 12 km unterhalb des am jenseitigen, rechten Jenisseiufer gelegenen Dorfes Werchneimbatskoje in 17 m Höhe in den Jenissei, der Kriwoi Jelogui gegenüber Werchneimbatskoje in einen linken Arm des Jenissei.
Die bedeutenden Nebenflüsse des Jelogui sind der Kellog von links sowie Tankses, Tyna, Bolschaja Sigowaja und Dalimtsches von rechts, wobei letzterer in den Mündungsarm Kriwoi Jelogui mündet.
Auf seiner gesamten Länge durchfließt der Jelogui den Südwestteil des Rajons Turuchansk der Region Krasnojarsk.
Ein 747.600 Hektar großes Taigagebiet, das vom Oberlauf des Jelogui und seinen Nebenflüssen Tankses und Tyna durchflossen wird, steht seit 1987 als Jeloguiski sakasnik unter Naturschutz.

## Hydrographie
Das Einzugsgebiet des Jelogui umfasst 25.100 km². In Mündungsnähe erreicht der Fluss eine Breite von etwa 150 m bei einer Tiefe von über 1 m; die Fließgeschwindigkeit beträgt hier 0,6 m/s.
Der Jelogui gefriert von Ende Oktober bis Mai, worauf ein starkes Frühjahrshochwasser und ein relativ lange anhaltendes Sommerhochwasser folgen. Die Wasserführung im Mittellauf bei der Siedlung Kellog, 168 Kilometer oberhalb der Mündung, beträgt im Jahresdurchschnitt 166 m³/s bei einem Minimum von 52,6 m³/s im März und einem Maximum von 550 m³/s im Mai.

## Infrastruktur und Bevölkerung
Der Fluss ist auf 170 km ab der Siedlung Kellog schiffbar, die auch den einzigen Ort am Fluss darstellt. Ansonsten ist das durchflossene Gebiet praktisch unbesiedelt, jegliche Verkehrsinfrastruktur fehlt.
Der Ort Kellog ist eines der Hauptsiedlungspunkte der Keten, eines kleinen indigenen Volkes Sibiriens. Von den knapp 300 Bewohnern sind über 200 Keten, das ist ein Siebentel der Gesamtzahl. 2003 erhielt das Dorf als eines der letzten der Region Krasnojarsk (Satelliten-)Telefonanschluss. Außerdem leben im Ort etwa 25 Selkupen sowie Ewenken. Weitere früher am Fluss existierende kleine Faktoreien (Jelogui und Sigowaja unterhalb von Kellog sowie Dobaka und Isseltsches oberhalb) sind heute unbewohnt.